# Tony Robinson
Sir Tony Robinson (* 15. srpna 1946) je anglický herec a moderátor.
Je znám zejména jako představitel Baldricka v televizním seriálu BBC Černá zmije a jako moderátor archeologické reality show Time Team (Dobové vykopávky) soukromé britské televize Channel 4.